# Georgia Pearce
Georgia Pearce è un cortometraggio muto del 1915. Il nome del regista non viene riportato. Il film è interpretato da Bessie Love (qui al suo debutto sullo schermo), Carmel Myers e Constance Talmadge.

## Produzione
Non esiste, al momento attuale, documentazione sulla produzione del film che viene ricordato per essere stato l'esordio sullo schermo di Bessie Love.